# Acmaeoderella flavofasciata
Espèce
Acmaeoderella flavofasciata, l'Acméodère à fascies jaunes, est une espèce de coléoptères de la famille des Buprestidae, sous-famille des Polycestinae.

## Distribution
Ce coléoptère est présent dans la majeure partie de l'Europe, dans le Paléarctique oriental et en Afrique du Nord.

## Description
Les adultes mesurent 6,5-11 mm de long. La tête et le pronotum portent de longs poils blancs. Les élytres présentent deux fascies étroites, anguleuses et orangées ainsi que d'autres taches symétriques plus ou moins présentes selon les individus ; leur plus grande largeur se situe au tiers apical.

## Biologie
Les principales plantes hôtes larvaires appartiennent aux genres Acer, Castanea, Fagus, Juniperus, Populus, Prunus, Pyrus, Quercus et Ulmus. Les adultes, parfois très communs, apparaissent de mai à août et butinent les fleurs d'achillées, de marguerites, mais aussi les ombellifères et les composées à fleurs jaunes.

## Systématique
Le nom valide complet (avec auteur) de ce taxon est Acmaeoderella flavofasciata (Piller & Mitterpacher, 1783).
L'espèce a été initialement classée dans le genre Buprestis sous le protonyme Buprestis flavofasciata Piller & Mitterpacher, 1783.
Acmaeoderella flavofasciata a pour synonymes :
- Acmaeodera buresi Obenberger, 1935
- Acmaeodera deorum Obenberger, 1940
- Acmaeodera dispersenotata Pic, 1918
- Acmaeodera flavofasciata (Piller & Mitterpacher, 1783)
- Acmaeodera sterbai Obenberger, 1934
- Acmaeodera tristis Lucas, 1844
- Acmaeodera unifasciata Rey, 1890
- Acmaeoderella buresi (Obenberger, 1935)
- Acmaeoderella deorum (Obenberger, 1940)
- Acmaeoderella dispersenotata (Pic, 1918)
- Acmaeoderella flavofasciata subsp. deorum (Obenberger, 1940)
- Acmaeoderella hirta (Villers, 1789)
- Acmaeoderella sterbai (Obenberger, 1934)
- Acmaeoderella taeniata (Fabricius, 1787)
- Acmaeoderella tristis (Lucas, 1844)
- Acmaeoderella unifasciata (Rey, 1890)
- Acmaeoderella volvulus (Fabricius, 1793)
- Acmoedera flavofasciata (Piller & Mitterpacher, 1783)
- Buprestis flavofasciata Piller & Mitterpacher, 1783
- Buprestis hirta Villers, 1789
- Buprestis taeniata Fabricius, 1787
- Buprestis volvulus Fabricius, 1793